# Milonia trifasciata
Milonia trifasciata är en spindelart som beskrevs av Tord Tamerlan Teodor Thorell 1890. Milonia trifasciata ingår i släktet Milonia och familjen hjulspindlar. Inga underarter finns listade i Catalogue of Life.